# Kaczy Żleb

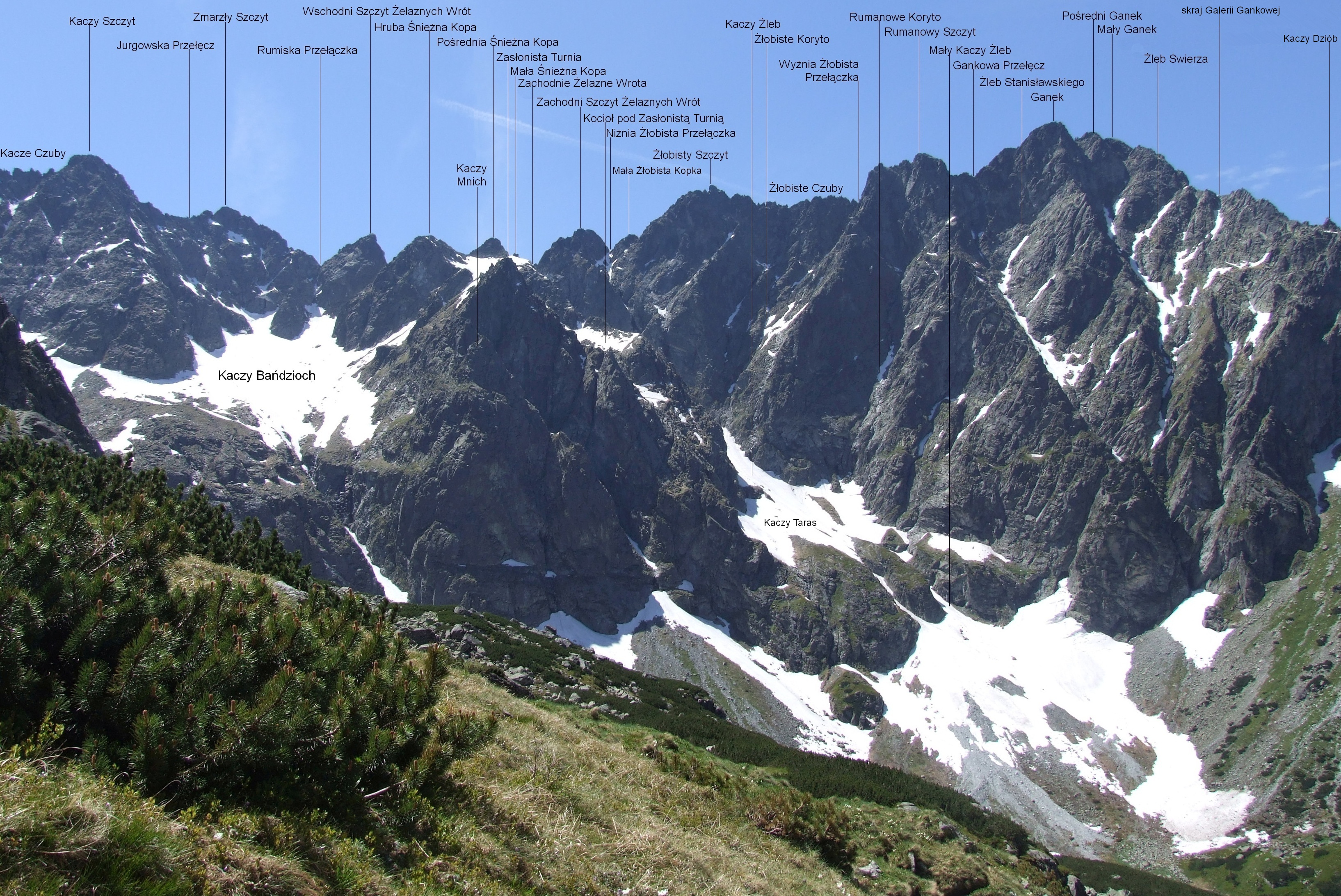
Widok z Doliny Litworowej

Kaczy Żleb (słow. Kačací žľab) – duży żleb opadający spod przełęczy Zachodnie Żelazne Wrota (2280 m) w grani głównej Tatr do Doliny Kaczej. Wschodnie jego obramowanie w górnej części tworzy północna grań Śnieżnych Kop, niżej urwiska Zasłonistej Turni. Od zachodniej strony opada pod ścianami Zachodniego Szczytu Żelaznych Wrót, Żłobistego Szczytu i Rumanowego Szczytu do południowo-zachodniego końca dolnej części Doliny Kaczej. Śnieg zalega w nim zwykle do późnego lata. Ma kilka odgałęzień, jednym z nich jest Żłobiste Koryto.
Jest to potężny żleb przypominający kanion. Według Władysława Cywińskiego prawdopodobnie jest największym żlebem w całych Tatrach i prawdopodobnie także – najgroźniejszym. Zalegają w nim prawie wieczne śniegi. W. Cywiński pisał: Co się tu dzieje przy ulewnych deszczach czy wiosennych roztopach? Lepiej pozostawić to wyobraźni, niż bezpośrednim obserwacjom. Żleb ma pionowe boczne ściany, a jego koryto osiąga szerokość do 20 m, jest wypełnione skalnym gruzem. Latem miejscami zalegają w nim płaty śniegu z pułapkowymi dziurami. Jest w nim kilka wymytych i wygładzonych przez lawiny progów, a na nich wodospady, które zanikają tylko przy długotrwałej suszy.
Witold Henryk Paryski w swoim przewodniku taternickim pisze, że w dolnej części Kaczy Żleb rozgałęzia się na dwa koryta. Przy oglądaniu z oddali tak to wygląda, jednak w rzeczywistości są to dwa oddzielne żleby. Ten drugi to Mały Kaczy Żleb będący przedłużeniem Rumanowego Koryta. Rozdziela je bula, w górnej części trawiasta i łatwa, w dolnej poderwana pionowymi, skalnymi ściankami. Górą przechodzi w grzędę wrastającą w podstawę czołowej ściany lewego filara Rumanowego Szczytu. Jej wysokość nad dnem Kaczego Żlebu w żadnym miejscu nie jest mniejsza od 10 m. Powyżej buli znajduje się Kaczy Taras.
Najniższa część Kaczego Żlebu tworzy piarżyste koryto dochodzące niemal do Zielonego Stawu Kaczego. Jego głębokość co roku się zwiększa, a brzegi koryta tworzą strome boczne wały złożone z otoczaków, w najniższej części zmielonych prawie na piasek.

## Taternictwo
Pierwsze przejście
- letnie: Stanisław Motyka, Jan Sawicki i Stanisław Siedlecki 7 lipca 1931 r.
- zimowe: Zbigniew Korosadowicz 8 stycznia 1937 r.[4]

Droga wspinaczkowa
Kaczym Żlebem; 0+, krótki odcinek IV w skali tatrzańskiej, niebezpieczna kruszyzna, strome śniegi, czas przejścia 2 godz.